# Sound Grammar
Sound Grammar è un album discografico del sassofonista jazz Ornette Coleman, registrato dal vivo a Ludwigshafen, Germania, il 14 ottobre 2005. L'album è prodotto da Coleman e Michaela Deiss, e pubblicato sull'omonima etichetta di proprietà dello stesso Coleman. 

## Il disco
Si tratta del primo nuovo disco di Coleman dopo un decennio circa di silenzio discografico, sin dalla fine della sua collaborazione con la Verve negli anni novanta. Il disco contiene un mix di vecchie (alcune con titoli diversi) e nuove composizioni.
Nel 2006, Sound Grammar ricevette una nomination ai Grammy Awards nella categoria Best Jazz Instrumental Performance. L'anno seguente, il disco si aggiudicò il Premio Pulitzer per la musica.

## Tracce
- Tutti i brani sono opera di Ornette Coleman.

1. "Intro" - 1:14 (introduzione parlata da parte dell'MC)
2. Jordan - 6:32
3. Sleep Talking - 8:55 (alias Sleep Talk da Of Human Feelings)
4. Turnaround - 4:06 (alias Turnabout da Tomorrow Is the Question!)
5. Matador - 5:57 (alias Picolo Pesos da Sound Museum)
6. Waiting for You - 6:50 (alias House of Stained Glass da Colors)
7. Call to Duty - 5:34 (eseguito dal vivo come Crying Without Tears)
8. Once Only - 9:40 (alias If I Only Knew as Much About You da Tone Dialing)
9. Song X - 10:22 (da Song X)

## Formazione
- Ornette Coleman - sax alto, violino, tromba
- Denardo Coleman - batteria, percussioni
- Gregory Cohen - contrabbasso
- Tony Falanga - contrabbasso